# Ralph Mann
Ralph Vernon Mann (ur. 16 czerwca 1949 w Long Beach, zm. 2 stycznia 2025) – amerykański lekkoatleta (płotkarz), wicemistrz olimpijski z 1972, później naukowiec zajmujący się biomechaniką.
Specjalizował się w biegu na 400 metrów przez płotki. Zwyciężył w nim na igrzyskach panamerykańskich w 1971 w Cali.
Na igrzyskach olimpijskich w 1972 w Monachium zdobył srebrny medal w biegu na 400 metrów przez płotki za Johnem Akii-Buą z Ugandy, a przed obrońcą tytułu Brytyjczykiem Davidem Hemerym. Zdobył srebrny medal na tym dystansie na igrzyskach panamerykańskich w 1975 w Meksyku.
20 czerwca 1970 w Des Moines ustanowił rekord świata w biegu na 440 jardów przez płotki czasem 48,8 s. 2 lipca 1972 w Eugene poprawił rekord Stanów Zjednoczonych na 400 metrów przez płotki wynikiem 48,4 s. Jego najlepszy wynik przy pomiarze elektronicznych wynosił 48,51 s i pochodził z finału olimpijskiego w Monachium.
Mann był mistrzem Stanów Zjednoczonych (AAU) w biegu na 440 jardów przez płotki w latach 1969-1971 i na 400 metrów przez płotki w 1975, wicemistrzem na 440 j ppł w 1973 i na 400 m ppł w 1974 oraz brązowym medalistą na 400 m ppł w 1976. Był również akademickim mistrzem USA (NCAA) w biegu na 440 jardów przez płotki w latach 1969-1971.
Po zakończeniu kariery lekkoatletycznej zajął się badaniami naukowymi w obszarze biomechaniki sportowej. Uzyskał doktorat z biomechaniki na Washington State University. Zajmuje się analizą biomechaniczną sprinterów i płotkarzy. Stworzył Elite Development Program, wspierający naukowo rozwój lekkoatletyki w USA.

## Publikacje
- z Fredem Griffinem: Swing Like a Pro. The Breakthrough Scientific Method of Perfecting Your Golf Swing. Crown Archetype, 1998, ISBN 978-0-7679-0236-6
- The Mechanics of Sprinting and Hurdling. CreateSpace, 2011, ISBN 1-4611-3631-8